# Polirhabdotos inclusum
Polirhabdotos inclusum is een mosdiertjessoort uit de familie van de Metrarabdotosidae. De wetenschappelijke naam van de soort is, als Smittia inclusa, voor het eerst geldig gepubliceerd in 1904 door Waters.